# クリスティアーノ・フェリシオ
クリスティアーノ・シウヴァ・フェリシオ（Cristiano Silva Felício, 1992年7月7日 - ）は、ブラジル・ミナスジェライス州ポウソ・アレグレ出身のバスケットボール選手。身長208cm、体重125kgポジションはパワーフォワード/センター。

## 経歴
2009年から2012年まで地元ブラジル・ミナスジェライス州のプロクラブであるミナス・テニス・クラブに所属した後、NCAAのオレゴン大学への2013年の入学資格を得るため、サクラメントの予備校に入学したが、資格取得はならず、ブラジルへ帰国し、2シーズンを フラミンゴ・バスケットボールでプレーし、2014年のFIBAアメリカリーグと、FIBAインターコンチネンタルカップでチャンピオンとなった。
2015年のNBAサマーリーグにシカゴ・ブルズから参加し、2015年7月12日にブルズと契約を結び、NBA入り。2016年3月19日のユタ・ジャズ戦では、NBA入り後初めてスターターで起用された。
2017年7月1日、ブルズと4年3200万ドルで契約を延長した。しかし、大型契約締結後は不調に陥り、2020-21シーズンは傘下のウィンディシティ・ブルズでのプレーも余儀無くされた。

### 欧州でのキャリア(2021-2024)

#### レシオファーム・ウルム(2021-2022)
2021年8月9日、レシオファーム・ウルムとの契約が発表された。

### 日本でのキャリア
2024年7月23日、仙台89ERSへの加入が発表された。登録名はクリスティアーノ・フェリーシオ。

## 脚註
1. ↑  “Cristiano-Felicio”.   draftexpress.com (2014年). 2017年10月20日閲覧。
2. ↑  “Report: Forward Cristiano Felicio won’t be attending Oregon”. NBCSports.com (2013年8月16日). 2015年7月15日閲覧。
3. ↑  “Con Nicolás Laprovittola como MVP, Flamengo se consagró campeón Intercontinental”. LaNacion.com (2014年9月28日). 2015年10月9日閲覧。
4. ↑  “BULLS SIGN CRISTIANO FELICIO”. NBA.com (2015年7月12日). 2015年7月13日閲覧。
5. ↑  Bulls will re-sign Cristiano Felicio to a four-year, $32 million contract
6. ↑  “Von den Chicago Bulls zu ratiopharm ulm” (ドイツ語). Ratiopharm Ulm (2021年8月9日). 2021年11月6日閲覧。
7. 1 2  “クリスティアーノ・フェリーシオ選手 2024-25シーズン契約合意のお知らせ”.   仙台89ERS 公式サイト. 2024年7月23日閲覧。